# Yang Huizhen
Yang Huizhen (chinesisch 杨会珍; * 13. August 1992) ist eine chinesische Sprinterin, die sich auf den 400-Meter-Lauf spezialisiert hat. 2015 wurde sie Asienmeisterin im 400-Meter-Lauf sowie in der 4-mal-400-Meter-Staffel.

## Sportliche Laufbahn
Erste Erfahrungen bei internationalen Meisterschaften sammelte Yang Huizhen im Jahr 2015, als sie bei den Asienmeisterschaften in Wuhan in 52,37 s auf Anhieb die Goldmedaille über 400 Meter gewann. Zudem siegte sie in 3:33,44 min gemeinsam mit Huang Guifen, Cheng Chong und Chen Jingwen mit der chinesischen 4-mal-400-Meter-Staffel. Anschließend gewann sie bei der Sommer-Universiade in Gwangju in 51,98 s die Bronzemedaille über 400 Meter hinter der Südafrikanerin Justine Palframan und Małgorzata Hołub-Kowalik aus Polen. Zudem belegte sie mit der Staffel in 3:43,91 min den vierten Platz. Bei den IAAF World Relays 2019 in Yokohama belegte sie in 3:31,91 min den vierten Platz im B-Finale der 4-mal-400-Meter-Staffel.
In den Jahren 2014 und 2015 sowie von 2018 bis 2020 wurde Yang chinesische Meisterin im 400-Meter-Lauf im Freien sowie 2019 auch in der Halle. Zudem wurde sie von 2019 bis 2021 Landesmeisterin in der Mixed-Staffel über 4-mal 400 Meter und 2020 auch mit der Frauenstaffel.

## Persönliche Bestzeiten
- 400 Meter: 51,63 s, 21. September 2021 in Xi’an
  - 400 Meter (Halle): 54,23 s, 21. März 2014 in Peking